# Karnevals-Komitee der Stadt Eschweiler
Das Karnevals-Komitee der Stadt Eschweiler e.V. ist das den Eschweiler Karneval vertretende Komitee der zurzeit 22 Karnevalsvereine der Stadt Eschweiler in der Städteregion Aachen im westlichen Rheinland. Der Präsident ist Norbert Weiland. Der Sitz ist Eschweiler.

## Geschichte
1850 führt der „Eschweiler Fratzenschneider-Verein“ einen Umzug und einen „Großen Maskenball“ in Eschweiler mit Genehmigung der „Königlichen Regierung, Abteilung des Inneren“ durch. In den folgenden Jahren gestaltet das „Festordnende Comitee“ (andere Schreibung: Comité) des bereits bestehenden „Eschweiler Carnevals-Vereins“ die Rosenmontagszüge. Diesem Komitee gehören neben den Präsidien der jeweiligen Vereine angesehene Bürger Eschweilers an. Der Bürgermeister (1858 erhält Eschweiler Stadtrechte) wirkt entweder als Ehrenmitglied oder als Schirmherr an den Komiteeberatungen mit.
1930 konstituiert sich erstmals aus den damaligen nur fünf Eschweiler Karnevalsgesellschaften ein sogenanntes „Rosenmontagszug-Komitee“. Es richtet 1933 den ersten Rosenmontagszug nach dem Ersten Weltkrieg aus. 1938 werden die Stadt Eschweiler und dieses „Rosenmontagszug-Komitee“ Mitglied des neu gegründeten „Bundes Deutscher Karneval“.